# Augustinus Fonden
Augustinus Fonden er en erhvervsdrivende fond stiftet i 1942. Fonden støtter Kunst & Kultur, Viden & Uddannelse og Sociale Indsatser i Danmark.
Fonden er stiftet af direktør Ludvig Augustinus.
Augustinus Fonden støtter årligt op mod 1.200 forskellige projekter og uddeler mellem 300-400 millioner kroner. I 2021 uddelte fonden 399 mio. kr. Hovedvægten ligger på uddelinger indenfor kunst-og kulturområdet, og fonden støtter også viden, forskning, uddannelse og sociale indsatser i Danmark og internationalt.
Fonden har i de senere år øget sine bevillinger: I 2017 uddelte fonden 323 mio. kr., hvoraf 263 mio. kr. gik til kunst- og kulturområdet. I 2021 var uddelingerne øget til 399 mio. kr., hvoraf 284 mio. kr. gik til kunsten og kulturen.

## Den erhvervsdrivende fond
Baggrunden for Augustinus Fondens etablering strækker sig tilbage til 1750, hvor Christian Augustinus stiftede en af Danmarks nu ældste virksomheder, Chr. Augustinus Fabrikker. Tobaksvirksomheden udviklede sig succesfuldt og var knap 200 år senere det økonomiske grundlag for etableringen af fonden.
Chr. Augustinus Fabrikker er i dag et investeringsselskab med aktiver på over 40 milliarder kroner og betydelige ejerandele i selskaber som Tivoli, Fritz Hansen, Jeudan, Kurhotel Skodsborg, STG og Gyldendal. Desuden ejes større aktieposter i flere danske erhvervsvirksomheder. Chr. Augustinus Fabrikker er Augustinus Fondens datterselskab.
Augustinus Fondens hovedsæde er på Sankt Annæ Plads i København. Bestyrelsen består af formand, advokat Anne Birgitte Gammeljord, direktør Thomas Augustinus, der er efterkommer af fondens stifter, samt direktør Anders Colding Friis. Fondens adm. direktør er Frank Rechendorff Møller. Direktør for Chr. Augustinus Fabrikker A/S er Claus Gregersen, tidligere CEO for investeringsbanken Carnegie i Danmark.
Fonden har siden sin stiftelse støttet adskillige formål, der har haft stor betydning for dansk kulturliv. Fonden er Danmarks største mæcen inden for det klassiske musikområde, og fonden ejer et antal værdifulde musikinstrumenter, som lånes ud til unge talentfulde musikere. Også kulturarven har fondens særlige bevågenhed, og fonden har sikret det finansielle grundlag bag restaureringen af mange af Danmarks kirkers kalkmalerier. Fonden støtter også forskning i kulturarv med en særlig forskningsindsats i årene 2021-2023.
Af særligt vigtige donationer gennem tiden kan nævnes udvidelserne af kunstmuseet Louisiana i Humlebæk (1979-84) og (1989-90), etableringen af Experimentarium i Hellerup (1988) og ombygningen (2017), opførelsen af Norman Fosters elefanthus i Københavns Zoologiske Have (2008) og ombygning af Moesgaard Museum (2013). Fonden yder også særlig støtte til bogudgivelser, der har store litterære eller videnskabelige kvaliteter. Eksempelvis har fonden to gange givet udslagsgivende støtte til Den Store Danske Encyklopædi. Fonden støtter også sygdomsforskning, sociale og humanitære formål samt udlandsophold for kandidatstuderende og ph.d.-studerende fra landets universiteter.

## Ejerskab
Fonden ejer en række store aktieposter i forskellige virksomheder.
| Virksomhed                     | Aktiepost | Noter                                                                                     |
| ------------------------------ | --------- | ----------------------------------------------------------------------------------------- |
| Chr. Augustinus Fabrikker      | 100%      |                                                                                           |
| Skandinavisk Holding A/S       | 65%       | Derigennem ejes: Fritz Hansen A/S 100% Tivoli A/S 32% Ejendomme af 1. januar 2012 ApS 55% |
| CAF Invest A/S                 | 100 %     |                                                                                           |
| Tivoli A/S                     | 25%       |                                                                                           |
| Skodsborg Sundpark A/S         | 100%      |                                                                                           |
| Rungsted Sundpark A/S          | 100%      |                                                                                           |
| Skodsborg Sundhedscenter A/S   | 100%      | Derigennem Kurhotel Skodsborg A/S 100%                                                    |
| Scandinavian Tobacco Group A/S | 25 %      | Associeret selskab                                                                        |
| Jeudan A/S                     | 41%       | Associeret selskab                                                                        |
| Gyldendal A/S                  | 25%       | Associeret selskab                                                                        |